# مساعد تدريس اللغات الأجنبية
مساعد تدريس اللغات الأجنبية (FLA) هو مدرس مساعد، غالبًا ما تكون اللغة التي يدرسها هي لغته الأم، يساعد مدرسًا يدرس لغة أجنبية معاصرة في دولة أخرى في الدروس التي تتعلّق باللغة الأم للمساعد.
وتهدف هذه البرامج إلى تحقيق الفائدة للمساعدين والطلاب في نفس الوقت. فمن شأنها المساعدة على تحسين مهارات اللغة الأجنبية للطلاب من ناحية، ومن ناحية أخرى، تعد بمثابة الفرصة للمساعدين لتعميق مهارات اللغات الخاصة بهم ومعارفهم الثقافية، بالإضافة إلى كونها فرصة للحصول على رؤية ثاقبة حول نظام تعليمي مختلف.
وفي ألمانيا، المؤسسة المسؤولة عن برنامج مساعد تدريس اللغة الأجنبية هي خدمة التبادل التعليمي (Pädagogischer Austauschdienst)، والتي تعد مؤسسة حكومية تتبع وزراء التعليم في الولايات الفيدرالية في ألمانيا، وتقوم بتنظيم وترتيب برامج التبادل بين الدول 	في مجال التعليم نيابة عن الولايات الفيدرالية.

## المهام
يساعد مساعد تدريس اللغات الأجنبية المعلمين فيما يتعلق بدروس اللغات أو يمكن أن يقوم بتعليم مجموعات صغيرة بنفسه. ويجب أن يعمل مساعد تدريس اللغات الأجنبية على مدار اثنتي عشرة ساعة على الأقل في الأسبوع، خصوصًا في المدارس الثانوية. وتختلف المهام الموكلة إليهم، وتشتمل على تدريبات المحادثة، مثل تقمص الأدوار، وتوفير الموارد والمعلومات المفيدة لدروس الدراسات الثقافية والتدرب على مواقف الاختبارات. وغالبًا ما تكون مدة الإقامة بين ثمانية أشهر إلى تسعة أشهر.